# Jean Gilbert (militaire)
Jean Gilbert, né le 20 avril 1907 à Libermont (France), mort le 8 juin 1942 à Auckland (Nouvelle-Zélande), est un officier de marine français ayant participé à la Seconde Guerre mondiale au sein des Forces navales françaises libres. Il est Compagnon de la Libération à titre posthume par décret du 4 août 1942

## Biographie
Fils de cultivateurs, Jean Gilbert rejoint l'École navale en octobre 1926. Il reçoit son brevet de pilote en 1932 et sert jusqu'en 1936, date à laquelle il quitte la Marine et part à Tahiti.
Mobilisé en septembre 1939, il est à partir de juin 1940 un fervent opposant de l'armistice. Membre fondateur du "Comité France Libre" aux côtés d'Émile de Curton avec lequel il se lie d'amitié, il est alors le seul officier de marine à se rallier à la France libre. Son frère Jacques Gilbert, alors médecin résidant également à Tahiti, se rallie en même temps que lui. Jusqu'au printemps 1941, Jean Gilbert commande la Marine sur place, ayant entraîné avec lui la grande majorité des marins du territoire.
Envoyé à Nouméa pour prendre la tête de la Marine et des forces aériennes de la France Libre dans le Pacifique, il est également officier de liaison auprès du général Patch. C'est au cours d'une mission de liaison que Jean Gilbert meurt à Auckland le 8 juin 1942, son avion s'écrasant à l'atterrissage.
D'abord inhumé à Auckland, ses cendres sont rapatriées à Tahiti et reposent aujourd'hui dans le caveau de sa belle-famille au cimetière de l'Uranie de Papeete.

## Distinctions
- Chevalier de la Légion d'honneur
- Compagnon de la Libération à titre posthume par décret du 04 août 1942[1]
- Croix de guerre 1939–1945